# Bulbophyllum rariflorum
Bulbophyllum rariflorum är en orkidéart som beskrevs av Johannes Jacobus Smith. Bulbophyllum rariflorum ingår i släktet Bulbophyllum och familjen orkidéer. Inga underarter finns listade i Catalogue of Life.